# فرانسیس استارک
فرانسیس استارک (متولد ۱۹۶۷) یک هنرمند و نویسنده بین رشته‌ای است که کارش بر کاربرد و معنای زبان و تبدیل این فرایند به کنش خلاق متمرکز است. او اغلب با کاغذ کربنی کار می‌کند تا حروف، کلمات و جملات را از آثار کلاسیک امیلی دیکنسون، گوته، هنری میلر، ساموئل بکت و دیگران ردیابی کند تا صداها و حالات درونی نویسندگان را کشف کند. او از این کلمات ردیابی شده با دست، اغلب در تکرار، به‌عنوان نقوش بصری در نقاشی‌ها و آثار ترکیبی استفاده می‌کند که به موضوع، حال و هوا یا رشته دیگری مانند موسیقی، معماری یا فلسفه اشاره دارد.

## سنین جوانی و تحصیل
فرانسیس استارک متولد ۱۹۶۷ در نیوپورت بیچ، کالیفرنیا، یک هنرمند معاصر است که در لس آنجلس زندگی و کار می‌کند. او در سال ۱۹۹۱ از دانشگاه ایالتی سانفرانسیسکو با مدرک کارشناسی در علوم انسانی و از دانشکده طراحی مرکز هنر در پاسادنا در سال ۱۹۹۳ با مدرک MFA فارغ‌التحصیل شد.

## کارها
استارک یک چهره کلیدی در جامعه هنری لس آنجلس است. او قبلاً استادیار دانشکده هنرهای زیبای روسکی دانشگاه کالیفرنیای جنوبی بود. او توسط گالری بوخهولتز در برلین، کلن و نیویورک، شرکت کاوین بروان در نیویورک، گالری سبزه در لندن و گالری مارک فاکس در لس آنجلس نمایندگی می‌شود.
او بیش از دو دهه است که آثار شاعرانه‌ای می‌سازد که موضوعات متنوعی را که هنرمندان و غیرهنرمندان تجربه می‌کنند، از جمله نوشتن، تعلل، پیش پاافتادگی زندگی، شکست، موفقیت، غرور، شک به خود، مادری، آموزش و پرورش می‌سازد. نقد نهادی، کلاس، موسیقی، ادبیات، شعر، فلسفه، هنر، غم و روابط. کلمات و تصاویر در قلب تمرین او قرار دارند و استارک اغلب رویکردی شخصی و خودبیوگرافیک برای تجربیات مشترک و جهانی دارد.

## بهترین چیز من (۲۰۱۱)
کار ویدیویی بلند بهترین چیز من که برای اولین بار در پنجاه و چهارمین دوسالانه ونیز ارائه شد، از یک سایت چت ناشناس که استارک به صورت آنلاین با آن مواجه شد، نشات می‌گیرد. دیالوگ‌های بین استارک و شرکای چت او توسط آواتارهای کارتونی تعمیم یافته‌ای نشان داده می‌شود که رونوشت‌های چت را بیان می‌کنند. موضوع این چت‌ها از هنر و فرایند خلاقانه گرفته تا رابطه جنسی و ناشناس بودن متغیر است. فرم و محتوای ویدیو نشان می‌دهد که چگونه شیوه‌های جدید ارتباط آنلاین امکان صمیمیت و ناشناس بودن بیشتر را فراهم می‌کند و باعث ایجاد انواع جدیدی از رفتارها و روابط می‌شود.

## نوشته‌ها
استارک همچنین یک نویسنده نثر و شعر است که در مجلات، کاتالوگ‌ها و کتاب‌های مختلف منتشر شده‌است. نوشته‌ها عبارتند از:
استارک همچنین یک نویسنده نثر و شعر است که در مجلات، کاتالوگ‌ها و کتاب‌های مختلف منتشر شده‌است. نوشته‌ها عبارتند از:
- فرانسیس استارک و علی سابوتنیک (ویرایشگران)، (2015) UH-OH: فرانسیس استارک ۱۹۹۱–۲۰۱۵، موزه همر
- فرانسیس استارک (۲۰۱۲) بهترین چیز من، والتر کونیگ.
- فرانسیس استارک (۲۰۰۳) مجموعه نویسندگی: ۱۹۹۳–۲۰۰۳. آثار کتاب.
- فرانسیس استارک (۲۰۰۷) مجموعه آثار. والتر کونیگ
- فرانسیس استارک (۲۰۰۸) جدایی (ویرایش. آنت سودبک).
- فرانسیس استارک (۱۹۹۹) معمار و خانه‌دار، آثار کتاب

## نمایشگاه‌ها
آثار استارک عبارتند از: «میکس‌تیپ برتر ایالات متحده: جلد ۲» در گرین‌گراسی، لندن (۲۰۲۰)، اپرا نوجوان در گاوین براون اینترپرایز، نیویورک (۲۰۱۸)، اوه‌اوه: فرانسیس استارک ۱۹۹۱–۲۰۱۵ در The موزه همر (۲۰۱۵–۲۰۱۶)، «بدبینی»، در موسسه هنر شیکاگو (۲۰۱۵)، "فرانسیس استارک: این می‌تواند به یک حقه  یا بیان صادقانه عملکرد ذهن تبدیل شود. در مرکز هنرهای تجسمی فهرست (۲۰۱۰–۱۱)، و سقوط فرانسیس استارک  موزآبه ون ، آیندهون، (۲۰۰۷).

## مجموعه‌ها
آثار فرانسیس استارک در مجموعه‌های عمومی زیر گنجانده شده‌است: آثار هنری او در مجموعه‌های عمومی موزه هنر آمریکایی ویتنی، نیویورک گنجانده شده‌است. تیت، لندن؛ موزه هنر مدرن، نیویورک؛ موزه هنر کارنگی، پیتسبورگ؛ موزه هنر متروپولیتن، نیویورک؛ گالری هنری انتاریو، تورنتو؛ موزه هیرشهورن و باغ مجسمه، واشینگتن دی سی؛ موزه هنرهای معاصر، لس آنجلس، موزه هنر شهرستان لس آنجلس، دی روزا، موزه هنر مدرن سانفرانسیسکو، موزه چکش UCLA، و فوندز منطقه هنر معاصر، شامپاین-آردن.

## بیشتر خواندن
- مری لکلر (۲۰۰۷) برای برخی از منحرفان جمله یک بدن است: در مورد کار فرانسیس استارک. مدرسه هنر گلاسل، موزه هنرهای زیبا، هیوستون.
- فرانسیس استارک (۱۹۹۹) معمار و زن خانه‌دار. آثار همچون کتاب داشته‌است.